# 约维克
约维克（挪威語： 聆听ⓘ）是挪威的一個市镇，位於内陆郡，行政中心为约维克镇。市镇面积为672平方公里，人口数量为30,063人（2014年），人口密度为每平方公里44人。